# 日本たばこ産業株式会社法
日本たばこ産業株式会社法（にほんたばこさんぎょうかぶしきがいしゃほう、昭和59年法律第69号）は、たばこ事業法（昭和59年法律第68号）1条に規定する目的を達成するため、1985年（昭和60年）に設立された日本たばこ産業（JT）の事業等に関する日本の法律である。通称は「JT法」。
1984年（昭和59年）8月10日に公布された。